# ATP Challenger Peking
Das ATP Challenger Peking (offizieller Name: Beijing International Challenger) war ein von 2010 bis 2013 jährlich stattfindendes Tennisturnier in Peking. Es war Teil der ATP Challenger Tour und wurde im Freien auf Hartplatz ausgetragen. Im Einzel gab es bisher in jeder Auflage einen neuen Sieger. Im Doppel haben die thailändischen Brüder Sanchai Ratiwatana und Sonchat Ratiwatana als Rekordsieger zweimal das Turnier gewonnen.

## Liste der Sieger

### Einzel
| Jahr | Sieger         | Finalgegner       | Ergebnis      |
| ---- | -------------- | ----------------- | ------------- |
| 2013 | Lu Yen-hsun    | Gō Soeda          | 6:2, 6:4      |
| 2012 | Grega Žemlja   | Wu Di             | 6:3, 6:0      |
| 2011 | Farrux Doʻstov | Yang Tsung-hua    | 6:1, 7:64     |
| 2010 | Franko Škugor  | Laurent Recouderc | 4:6, 6:4, 6:3 |

### Doppel
| Jahr | Sieger                                        | Finalgegner                         | Ergebnis          |
| ---- | --------------------------------------------- | ----------------------------------- | ----------------- |
| 2013 | Toshihide Matsui Danai Udomchoke              | Gong Maoxin Zhang Ze                | 4:6, 7:66, [10:8] |
| 2012 | Sanchai Ratiwatana (2) Sonchat Ratiwatana (2) | Yuki Bhambri Divij Sharan           | 7:63, 2:6, [10:6] |
| 2011 | Sanchai Ratiwatana (1) Sonchat Ratiwatana (1) | Harri Heliövaara Michael Ryderstedt | 6:74, 6:3, [10:3] |
| 2010 | Pierre-Ludovic Duclos Artem Sitak             | Sadik Kadir Purav Raja              | 7:64, 7:65        |